# Llista de comtes de Barcelona

El Senyal Reial, provinent de l'emblema personal de Ramon Berenguer IV.

 Els comtes de Barcelona foren els sobirans del Comtat de Barcelona i més tard, per reconeixement i extensió, del Principat de Catalunya, des del segle x fins al segle xviii; posteriorment el títol l'ha ostentat el rei d'Espanya. El títol tingué caràcter sobirà fins a la mort de Carles II i l'arribada del primer Borbó Felip V, reconegut inicialment per les institucions catalanes, però arran dels conflictes interns de la Guerra de Successió i la posterior abolició de les institucions i furs tradicionals catalans convertí el títol de comte de Barcelona en un més dels que ostentarien els monarques espanyols. L'única excepció va ser el comte Joan de Borbó i Battenberg, que no va arribar a regnar mai i que ostentà el títol, tot i ser un títol unit a la figura del rei, fins a la seva mort el 1993, quan ja era rei el seu fill Joan Carles I, el qual va assumir el títol a la mort del seu pare.

## Història del títol
Inicialment, el títol de comte era designat pel rei dels francs, el qual podia atorgar-lo juntament altres comtats de la marca. Tanmateix, amb el pas dels anys, el càrrec esdevingué hereditari, sent Guifré el Pilós el primer a transmetre'l hereditàriament i ja el comte Borrell II seria el qui deixaria de retre homenatge al rei dels francs, que just havia canviat a la dinastia Capeta, provocant, de fet, tot i que no de dret, la independència dels comtats de la marca, arribant-se a anomenar com "Príncep de la terra gòtica" (Gothlandia).

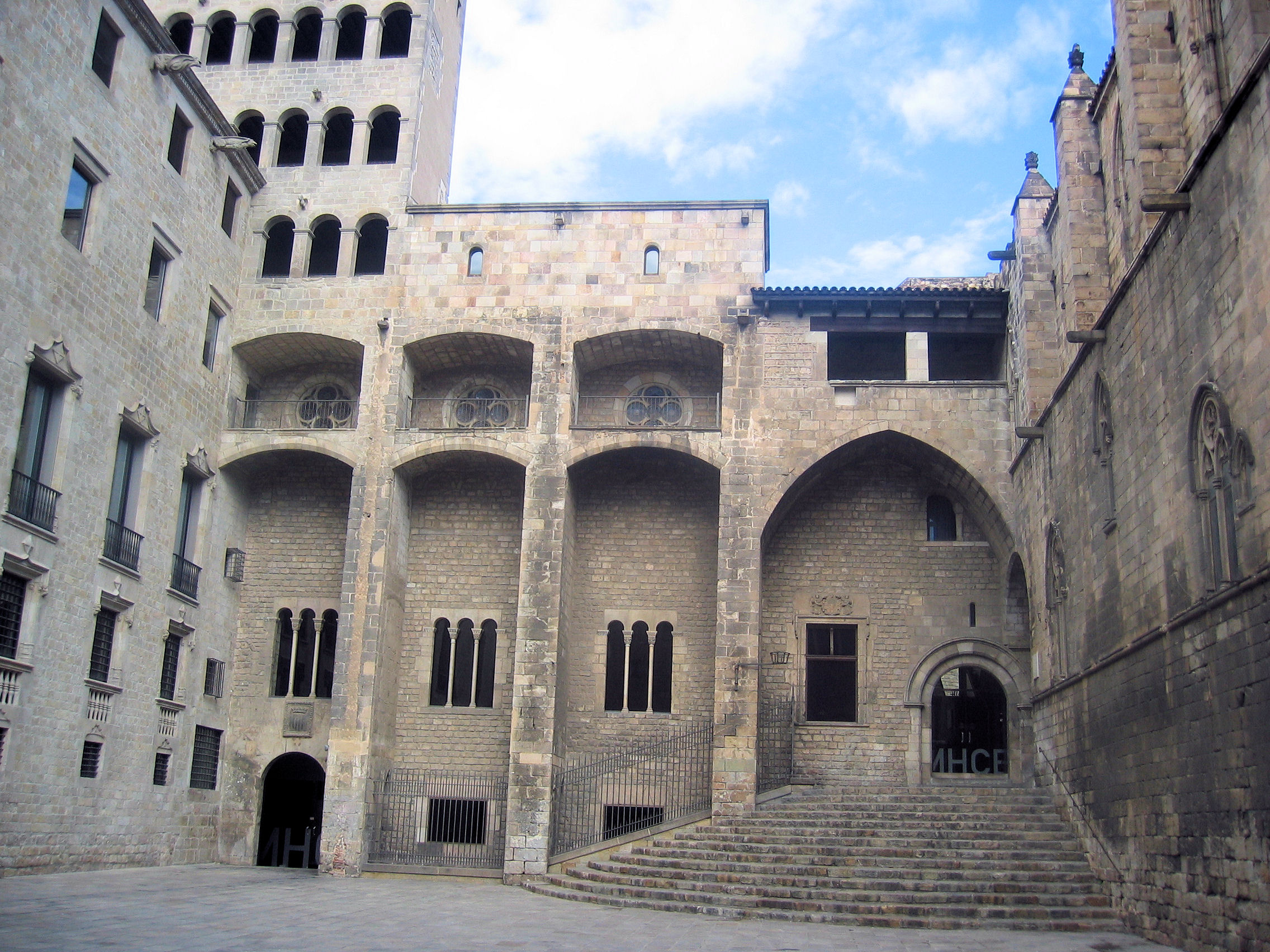
El Palau Reial Major de Barcelona fou una de les residències principals dels comtes de Barcelona a l'edat mitjana.

Amb els anys, mitjançant matrimonis, aliances i la promulgació de lleis uniformitzadores, de mica en mica el comte de Barcelona fou la figura preeminent en el territori de la Gothia, reconegut pels altres comtes. A les corts de 1064, Ramon Berenguer I, empra per primer cop, a l'usatge 65, el nom de Principat de Catalunya, aplicat llavors a la Catalunya Vella. Per tant, comença aquí la tradició de veure el comte de Barcelona com a Príncep de Catalunya i, per tant, a la llarga, esdevingué un sobirà. Es basà precisament en la tradició dels visigots, per bé que no va prendre mai el títol de rei, així com tampoc anomenà lleis als usatges ni va voler governar sense el consell o aprovació de les forces vives del territori; a les corts de Barbastre de 1192 ja s'esmenten, a més de bisbes i nobles, el tercer estament.
El 1137 Ramon Berenguer IV va acordar esponsals amb Ramir II d'Aragó per tal de casar-se amb la filla d'aquest Peronella. Des d'ençà del regnat d'Alfons II, el comte de Barcelona fou també rei d'Aragó i esdevindria rei de València i Mallorca, entre altres títols ran les seves conquestes. Durant el regnat de Ferran II es produeix la unió dinàstica amb Castella, i els seus descendents ostentaren el títol de comte, llevat del període de la Guerra dels Segadors, que passà als reis de França, després de la simbòlica conversió en república del Principat d'una duració de set dies.
El títol seguí tenint la significació de sobirania fins a la implantació dels decrets de Nova Planta, després de la Guerra de Successió Espanyola, de la mà de Felip V, que amb llur abolició dels furs i lleis dels territoris de la Corona d'Aragó, igualà els súbdits d'aquesta als de la Corona de Castella. A partir d'aquest moment, el títol quedà integrat com un més dels títols que ostentaria el rei d'Espanya i fins a l'actualitat, a excepció del període de 1939-1993 ostentat per Joan de Borbó, cap de la dinastia, que tot i renunciar als seus drets a la corona en favor del seu fill Joan Carles I, continuà ostentant el títol de comte de Barcelona fins a la seva mort.

## Comtes nomenats
Els primers comtes de Barcelona van ser nomenats pels reis dels francs (de la dinastia carolíngia) que a partir del 843 esdevindrien reis de França i, com a tals, eren vassalls seus. A partir de finals del segle ix els reis van perdre el poder de nomenar els nous comtes. Per contra, el títol es transmetia de forma hereditària, normalment de pares a fills. Tot i això, els comtes de Barcelona continuaven sent vassalls dels reis de França.
Molts comtes van ostentar el títol de marquès de la Gòtia (que era una altra denominació de la marca Hispànica), ja que aquest territori era una divisió administrativa fronterera. Si posseïen molts comtats (a la Gòtia o a Septimània), tenien el títol de duc, que se'ls donava quan el titular acumulava molts «honors», per concessió imperial (o per costum a Septimània). Sovint el duc de Septimània governava comtats a Gòtia i llavors el comte i marquès era també duc. El títol de «comte», doncs, corresponia a una entitat territorial, «marquès» era un títol vinculat a alguns comtats, però no a tots els de la marca, i «duc» era un títol personal.
| Nom                   | Regnat  | Nota                                     |
| --------------------- | ------- | ---------------------------------------- |
| Berà                  | 801-820 | Fill de Guillem I de Tolosa              |
| Rampó                 | 820-826 |                                          |
| Bernat de Septimània  | 826-832 | Primer mandat.                           |
| Berenguer de Tolosa   | 832-835 |                                          |
| Bernat de Septimània  | 835-844 | Segon mandat.                            |
| Sunifred I            | 844-848 | Fill de Borrell d'Osona.                 |
| Guillem de Septimània | 848-850 | Usurpador. Fill de Bernat de Septimània. |
| Aleran i Isembard     | 850-852 |                                          |
| Odalric               | 852-858 |                                          |
| Humfrid               | 858-864 |                                          |
| Bernat de Gòtia       | 865-878 |                                          |

## Casal de Barcelonaamb el nom deCasal d'Aragódes delseglexiii
| Imatge                   | Nom del comte                        | regnat    | Relació dinàstica     | Armes dinàstiques | Escut personal | Nota |
| ------------------------ | ------------------------------------ | --------- | --------------------- | ----------------- | -------------- | --- |
| Guifré I                 | Guifré I                             | 878-897   | Inaugura la dinastia. |                   |                | Era fill de Sunifred I. Amb ell s'inicia el sistema hereditari, però mantenint la dependència amb el Regne Franc. |
| Guifré II                | Guifré II, Borrell I o Guifré Borell | 897-911   | Fill de l'anterior.   |                   |                | Darrer comte que presta vassallatge a un rei franc. |
| Sunyer I                 | Sunyer I                             | 911-947   | Germà de l'anterior.  |                   |                | |
| Miró                     | Miró I                               | 947-966   | Fill de l'anterior.   |                   |                | Govern conjunt amb Borrell II. |
| Borrell II               | Borrell II                           | 947-992   | Germà de l'anterior.  |                   |                | Govern conjunt amb Miró I. No renovà el pacte vassallatge amb el Regne Franc, que canvià de dinastia a la Capeta, i governà en una independència de facto. Durant aquest període governa amb el seu fill Ramon Borrell. |
| Ramon Borrell            | Ramon Borrell                        | 992-1017  | Fill de l'anterior.   |                   |                | Governa amb la seva esposa Ermessenda de Carcassona, associada al govern pel seu marit. |
| Ermessenda de Carcassona | Ermessenda de Carcassona             | 992-1021  | Esposa de l'anterior. |                   |                | Governa amb el seu marit. Després de la seva mort, exerceix la regència en nom del seu fill de 1017 a 1021. |
| Berenguer Ramon I        | Berenguer Ramon I                    | 1021-1035 | Fill de l'anterior.   |                   |                | |
| Ermessenda de Carcassona | Ermessenda de Carcassona             | 1035-1039 | Mare de l'anterior.   |                   |                | Després de la mort del seu fill, exerceix la regència en nom del net. |
| Ramon Berenguer I        | Ramon Berenguer I                    | 1039-1076 | Net de l'anterior.    |                   |                | De 1052 a 1071 durà un govern conjunt amb la seva esposa Almodis de la Marca. |
| Almodis de la Marca      | Almodis de la Marca                  | 1052-1071 | Esposa de l'anterior. |                   |                | De 1052 a 1071 durà un govern conjunt amb el seu marit, Ramon Berenguer I. |
| Ramon Berenguer II       | Ramon Berenguer II                   | 1076-1082 | Fill de l'anterior.   |                   |                | Govern conjunt amb el seu germà Berenguer Ramon II. |
|                          | Berenguer Ramon II                   | 1076-1097 | Germà de l'anterior.  |                   |                | Govern amb Ramon Berenguer II. Posteriorment associa el seu nebot Ramon Berenguer al govern. |
| Ramon Berenguer III      | Ramon Berenguer III                  | 1097-1131 | Nebot de l'anterior.  |                   |                | Govern amb el seu oncle. |
| Ramon Berenguer IV       | Ramon Berenguer IV                   | 1131-1162 | Fill de l'anterior.   | Senyal Reial      | Senyal Reial   | L'any 1137 Ramon Berenguer IV concerta amb Ramir II d'Aragó el seu matrimoni amb Peronella d'Aragó i la donació al comte del regne d'Aragó, esdevenint Ramon sobirà del regne com a "príncep i dominador del regne" però no rei, títol que es guardà Ramir per a ell fins a la seva mort. |
| Alfons I                 | Alfons I                             | 1162-1196 | Fill de l'anterior    | Senyal Reial      | Senyal Reial   | |
| Pere I                   | Pere I                               | 1196-1213 | fill de l'anterior    | Senyal Reial      | Senyal Reial   | |
| Jaume I                  | Jaume I                              | 1213-1276 | fill de l'anterior    | Senyal Reial      | Senyal Reial   | Jaume I conquereix Mallorca (1229) i València (1238) als musulmans, creant el regne de Mallorca i el regne de València. A partir d'aquí els comtes de Barcelona seran també reis de València però només alguns seran reis de Mallorca. |
| Pere II                  | Pere II                              | 1276-1285 | Fill de l'anterior.   | Senyal Reial      | Senyal Reial   | |
| Alfons II                | Alfons II                            | 1285-1291 | Fill de l'anterior.   | Senyal Reial      | Senyal Reial   | |
| Jaume II                 | Jaume II                             | 1291-1327 | germà de l'anterior   | Senyal Reial      | Senyal Reial   | Jaume II conquereix la part de Sardenya ocupada per Pisa, creant el regne de Sardenya i Còrsega, tot i que la Còrsega no va ser ocupada. A partir d'aquí els comtes de Barcelona seran també reis de Sardenya i Còsega fins a Ferran II; a partir de Carles I el títol de rei de Sardenya va ser destacat del títol de rei de Còrsega (aquest només de iure); a partir de Lluís I, el títol de rei de Sardenya també va ser només de iure: a partir del tractat de Rastatt (1714) rei de Sardenya va ser l'emperador Carles VI i a partir del tractat de Londres (1718) van ser reis de Sardenya els Savoia. |
| Alfons III               | Alfons III                           | 1327-1336 | Fill de l'anterior.   | Senyal Reial      | Senyal Reial   | |
| Pere III                 | Pere III                             | 1336-1387 | Fill de l'anterior.   | Senyal Reial      | Senyal Reial   | |
| Joan I                   | Joan I                               | 1387-1396 | Fill de l'anterior.   | Senyal Reial      | Senyal Reial   | |
| Martí I                  | Martí I                              | 1396-1410 | Germà de l'anterior.  | Senyal Reial      | Senyal Reial   | L'any 1410, Martí I mor sense descendència legítima. |

## Casa de Trastàmara
Entre 1410 i 1412 es produeix un interregne arran de la mort de Martí I i es convoca el Compromís de Casp per tal de resoldre qui seria el sobirà de la Corona d'Aragó, sent escollit Ferran d'Antequera, membre d'una branca menor de la casa de Trastàmara.
| Imatge    | Nom del comte | regnat    | Relació dinàstica    | Armes dinàstiques                    | Escut personal                 | Nota                                                                      |
| --------- | ------------- | --------- | -------------------- | ------------------------------------ | ------------------------------ | ------------------------------------------------------------------------- |
| Ferran I  | Ferran I      | 1412-1416 | Nebot de l'anterior. | Corona de Castella · Aragó i Sicília | Senyal Reial                   |                                                                           |
| Alfons IV | Alfons IV     | 1416-1458 | Fill de l'anterior.  | Aragó i Sicília                      | Escut personal                 |                                                                           |
| Joan II   | Joan II       | 1458-1462 | germà de l'anterior  | Aragó i Sicília                      | Escut personal · Aragó-Navarra | Entre el 1462 i el 1472 s'esdevé la Guerra civil catalana en contra seva. |

## Comtes durant laGuerra Civil catalana
A banda de Joan II, hi va haver una sèrie de disputants al títol durant la guerra civil.
| Imatge  | Nom del comte | regnat    | Relació dinàstica                                                        | Armes dinàstiques  | Escut personal   | Nota                                                                                |
| ------- | ------------- | --------- | ------------------------------------------------------------------------ | ------------------ | ---------------- | ----------------------------------------------------------------------------------- |
| Enric I | Enric I       | 1462-1463 | net de Ferran I, rebesnet de Pere el Cerimoniós, cosí llunyà de Joan II. | Corona de Castella | Escut d'Enric IV | Membre de la dinastia Trastàmara.                                                   |
| Pere IV | Pere IV       | 1463-1466 | besnet de Pere el Cerimoniós, parent llunyà de Joan II.                  | Portugal           | Senyal Reial     |                                                                                     |
| Renat I | Renat I       | 1466-1472 | Net de Joan I.                                                           | Ducat d'Anjou      | Renat I d'Anjou  | Membre de la dinastia d'Anjou, sobirana al Regne de Nàpols i al Comtat de Provença. |

## Casa de Trastàmara
| Imatge    | Nom del comte | regnat    | Relació dinàstica   | Armes dinàstiques | Escut personal                 | Nota |
| --------- | ------------- | --------- | ------------------- | ----------------- | ------------------------------ | --- |
| Joan II   | Joan II       | 1458-1479 | germà d'Alfons IV   | Aragó i Sicília   | Escut personal · Aragó-Navarra | Entre el 1462 i el 1472 s'esdevé la Guerra civil catalana en contra seva. |
| Ferran II | Ferran II     | 1479-1516 | fill de l'anterior  | Aragó i Sicília   | Escut personal · Senyal Reial  | Amb el casament entre Ferran II i Isabel I de Castella, el 1469, es produeix la unió dinàstica entre la Corona d'Aragó i la Corona de Castella. A partir d'aquí, els comtes de Barcelona, a més de reis d'Aragó (entre altres títols), són també reis de Castella. |
| Joana I   | Joana I       | 1516-1555 | Filla de l'anterior | Aragó i Sicília   | Escut personal · Senyal Reial  | Conjuntament, però nominal, amb el seu fill. |

## Casa d'Àustria
| Imatge    | Nom del comte | regnat    | Relació dinàstica   | Armes dinàstiques | Escut personal                | Nota                                                      |
| --------- | ------------- | --------- | ------------------- | ----------------- | ----------------------------- | --------------------------------------------------------- |
| Carles I  | Carles I      | 1516-1556 | fill de l'anterior  | Habsburg          | Escut personal · Carles I     | Conjuntament amb la seva mare, sol entre 1555 i 1556      |
| Felip I   | Felip I       | 1556-1598 | Fill de l'anterior. | Habsburg          | Escut personal · Senyal Reial |                                                           |
| Felip II  | Felip II      | 1598-1621 | Fill de l'anterior. | Habsburg          | Escut personal · Senyal Reial |                                                           |
| Felip III | Felip III     | 1621-1641 | Fill de l'anterior  | Habsburg          | Escut personal · Senyal Reial | Entre el 1640 i el 1659 s'esdevé la Guerra dels Segadors. |

## Casa de Borbódurant laGuerra dels Segadors
Comtes que ocuparen el tron durant la Guerra dels Segadors, no van regnar a la resta de la Corona d'Aragó, on continuava regnant Felip III.
| Imatge   | Nom del comte | regnat         | Relació dinàstica             | Armes dinàstiques | Escut personal              | Nota |
| -------- | ------------- | -------------- | ----------------------------- | ----------------- | --------------------------- | --- |
| Lluís I  | Lluís I       | 1641-1643      | cunyat i enemic de l'anterior | Senyal Reial      | Senyal Reial · Senyal Reial | La Guerra dels Segadors el duu a esdevenir comte de Barcelona en un intent per part dels catalans de destronar Felip III i llur projecte centralitzador contrari a les Constitucions catalanes. |
| Lluís II | Lluís II      | 1643-1652 1697 | fill de l'anterior            | Senyal Reial      | Senyal Reial · Senyal Reial | Succeeix el seu pare en plena Guerra dels Segadors. El 1652 el rei francès renuncia al tron a canvi del Rosselló. El 1697 el duc de Vendôme conquereix Barcelona i Lluís esdevé altre cop comte durant uns mesos fins que el 9 de gener de 1698 torna la ciutat i el país a Carles II en virtut del Tractat de Rijswijk. |

## Casa d'Àustria
| Imatge    | Nom del comte | regnat    | Relació dinàstica  | Armes dinàstiques | Escut personal                | Nota |
| --------- | ------------- | --------- | ------------------ | ----------------- | ----------------------------- | --- |
| Felip III | Felip III     | 1621-1641 | Fill de Felip II   | Habsburg          | Escut personal · Senyal Reial | Entre el 1640 i el 1659 s'esdevé la Guerra dels Segadors.                                                                           |
| Carles II | Carles II     | 1665-1700 | fill de l'anterior | Habsburg          | Escut personal · Senyal Reial | L'any 1700, Carles II mor sense descendència. Arran de la disputa sobre el seu testament s'inicià la Guerra de Successió Espanyola. |

## Conflicte durant laGuerra de Successió
El testament de Carles II especificava que el seu successor havia de ser Felip d'Anjou, net de Lluís XIV de França i de Maria Teresa d'Àustria, filla de Felip IV de Castella. Complint el que dictava la tretzena clàusula del testament del darrer Àustria, Felip de Borbó va jurar les constitucions catalanes a les corts de 1701-1702 i va atorgar grans concessions, segons el consell del seu avi. No obstant això, els Habsburg austríacs reclamaren els seus drets sobre els territoris de la branca hispànica. Això va provocar la Guerra de Successió Espanyola, que va esdevenir un conflicte a nivell internacional, però també un conflicte civil intern de la Monarquia, pel temor dels territoris de la Corona d'Aragó al model absolutista francès, i es posicionaren a favor del bàndol de l'arxiduc. Amb la fi de la guerra a nivell europeu, Catalunya va continuar-la per conservar els seus furs, però l'11 de setembre de 1714 Felip V feia capitular Barcelona. Ell i els seus ministres van implantar, per dret de conquesta, als territoris de la Corona d'Aragó els Decrets de Nova Planta, que eliminava la legislació i el sistema polític anterior, igualant-los en lleis i costums a la Corona de Castella, tret d'algunes excepcions com el dret civil.
| Imatge     | Nom del comte | regnat    | Relació dinàstica      | Armes dinàstiques | Escut personal                       | Nota |
| ---------- | ------------- | --------- | ---------------------- | ----------------- | ------------------------------------ | ---- |
| Felip IV   | Felip IV      | 1700-1705 | Besnet de Felip III.   | Senyal Reial      | Escut personal · Monarquia Hispànica |      |
| Carles III | Carles III    | 1705-1714 | Besnebot de Felip III. | Habsburg          | Escut personal · Arxiduc Carles      |      |

## Integració del títol al de rei d'Espanya
Amb la fi de la Corona d'Aragó i els sistemes polítics dels seus territoris, el títol de comte de Barcelona perd la seva condició de sobirania. La numeració del comtat de Barcelona no és emprada comunament per referir-se als monarques posteriors a Felip V d'Espanya en favor de la numeració castellana, per bé que va ser emprada, per exemple, el 1836 per Pròsper de Bofarull a la seva obra Los condes de Barcelona vindicados. Tanmateix, esmenta a Lluís I d'Espanya com a Lluís I de Barcelona, per tant, no considerà legitims ni a Lluís XIII ni a Lluís XIV, així com tampoc a l'arxiduc Carles com a Carles III i sí a Carles III de Borbó. Per tant, la llista de comtes correspon al mateix que al dels reis d'Espanya. Dintre d'aquesta, l'excepció notòria és Joan de Borbó i Battenberg, pare de Joan Carles I, que va ostentar el títol de comte de 1939 a 1993 sense exercir els seus drets reials, als quals finalment va renunciar i els va transmetre al seu fill, tot i que anòmalament va mantenir el títol de comte de Barcelona fins a la seva mort.